# Львовско-Сокальская епархия ПЦУ
Львовско-Сокальская епархия (укр. Львівсько-Сокальська єпархія) — епархия Православной церкви Украины, объединяющая приходы ПЦУ на севере Львовской области.

## История
В июне 1992 года была образована УПЦ Киевского Патриархата. Епископ Львовский Андрей (Горак) оказался одним из двух архиереев (наряду с Иаковом (Панчуком), поддержавших Филарета (Денисенко) и перешедший в УПЦ КП. Также в состав УПЦ Киевского Патриархата вошла Львовская духовная семинария УАПЦ. 8 сентября того же года Львовская епархия была разделена на Львовско-Сокальскую и Дрогобычско-Самборскую.
В 1995 года архиепископ Львовский Андрей (Горак), член Священного Синода УПЦ Киевского Патриархата, был удостоен сана митрополита.
По состоянию на 2011 год в состав епархии входили 252 прихода, объединённых в 11 благочиний; служат 212 священников и 6 диаконов; действуют мужской и женский монастыри, богословская академия.

## Иерархи
- Андрей (Горак) (июль 1992 — 17 февраля 1993)
- Владимир (Романюк) (17 февраля 1993 — 24 июня 1993)
- Андрей (Горак) (25 июня 1993 — 5 июля 2010)
- Димитрий (Рудюк) (с 27 июля 2010)